# Chapelle Notre-Dame-des-Fleurs de Plouharnel
Pour les articles homonymes, voir Chapelle Notre-Dame-des-Fleurs.
La chapelle Notre-Dame-des-Fleurs est située rue Notre-Dame-des-Fleurs au bourg de la commune de Plouharnel dans le Morbihan.

## Historique
En breton, cette chapelle s’appelle Intron Varia er Bleu ; « bleu », en breton, désigne la fleur qui prépare et qui porte déjà le fruit. Notre-Dame des Fleurs est donc en réalité Notre-Dame de la fleur féconde ou Notre-Dame des bourgeons à fleurs. 
La construction de la chapelle remonte à la seconde moitié du XVIe siècle. En 1599, elle servait d'église paroissiale.  
En 1765, la chapelle abrite tous les objets récupérés à la suite d'un naufrage survenu au large de Sainte-Barbe.
Le bâtiment fut endommagé lors de la Révolution, et eut à souffrir de la présence allemande sur les dunes lors de la Seconde Guerre mondiale.
La chapelle Notre-Dame-des-Fleurs fait l’objet d’une inscription au titre des monuments historiques depuis le 15 juin 1925.

## Architecture
La chapelle est de forme rectangulaire. Elle possède des contreforts à retraits avec des pinacles, des crosses et des choux rampants. Le toit en ardoise est supporté par une charpente à entraits sculptés

### L'extérieur
Un banc de pierre court le long de la façade sud. Les portes sud et ouest possèdent des linteaux en anse de panier.
Le clocher est entouré de deux tourelles octogonales. L'une permet l'accès à la cloche ; la présence de la seconde s'explique par un souci d'offrir à l’œil, une symétrie.
Le chevet de la chapelle est plat.

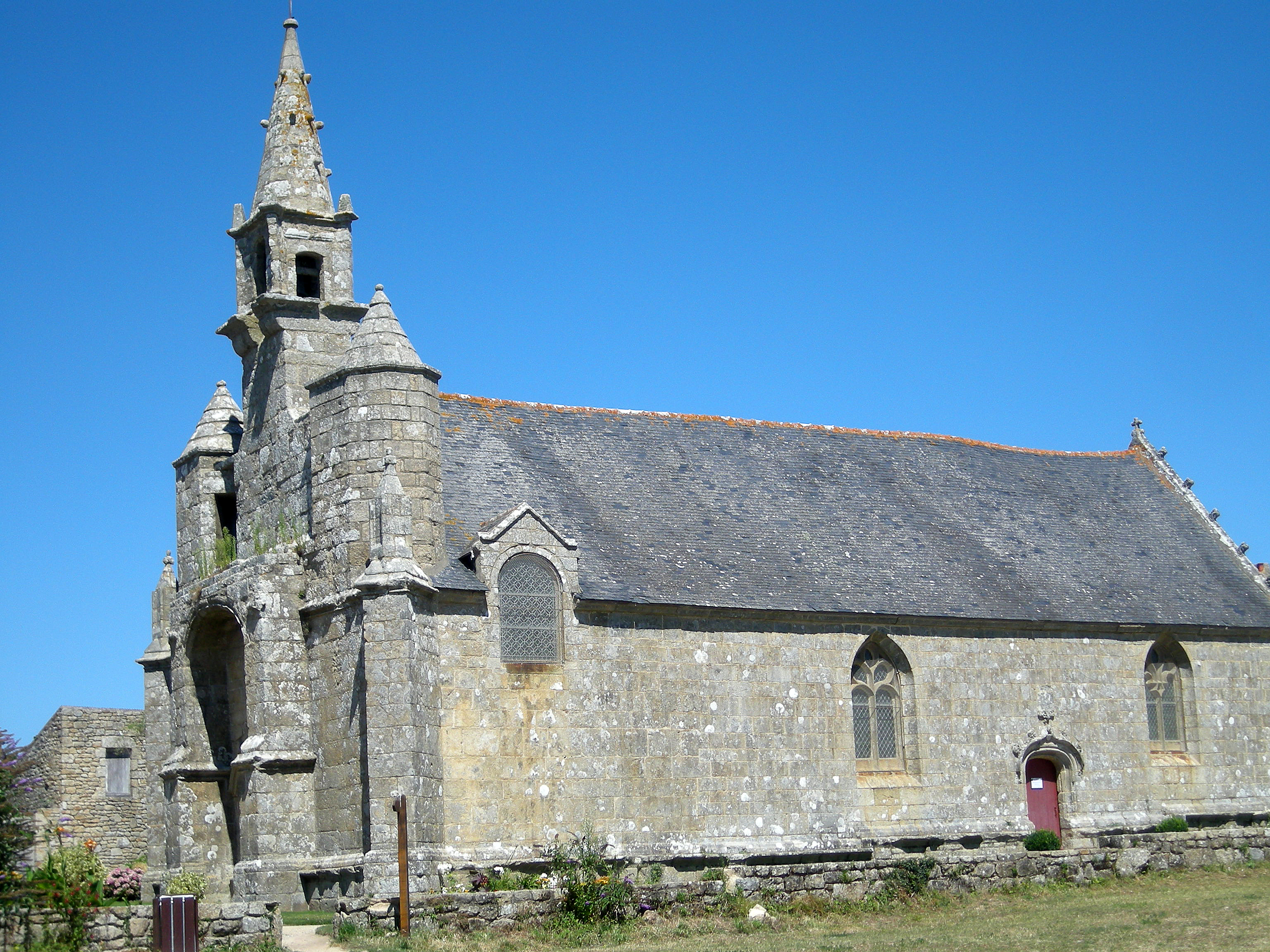
La façade Sud
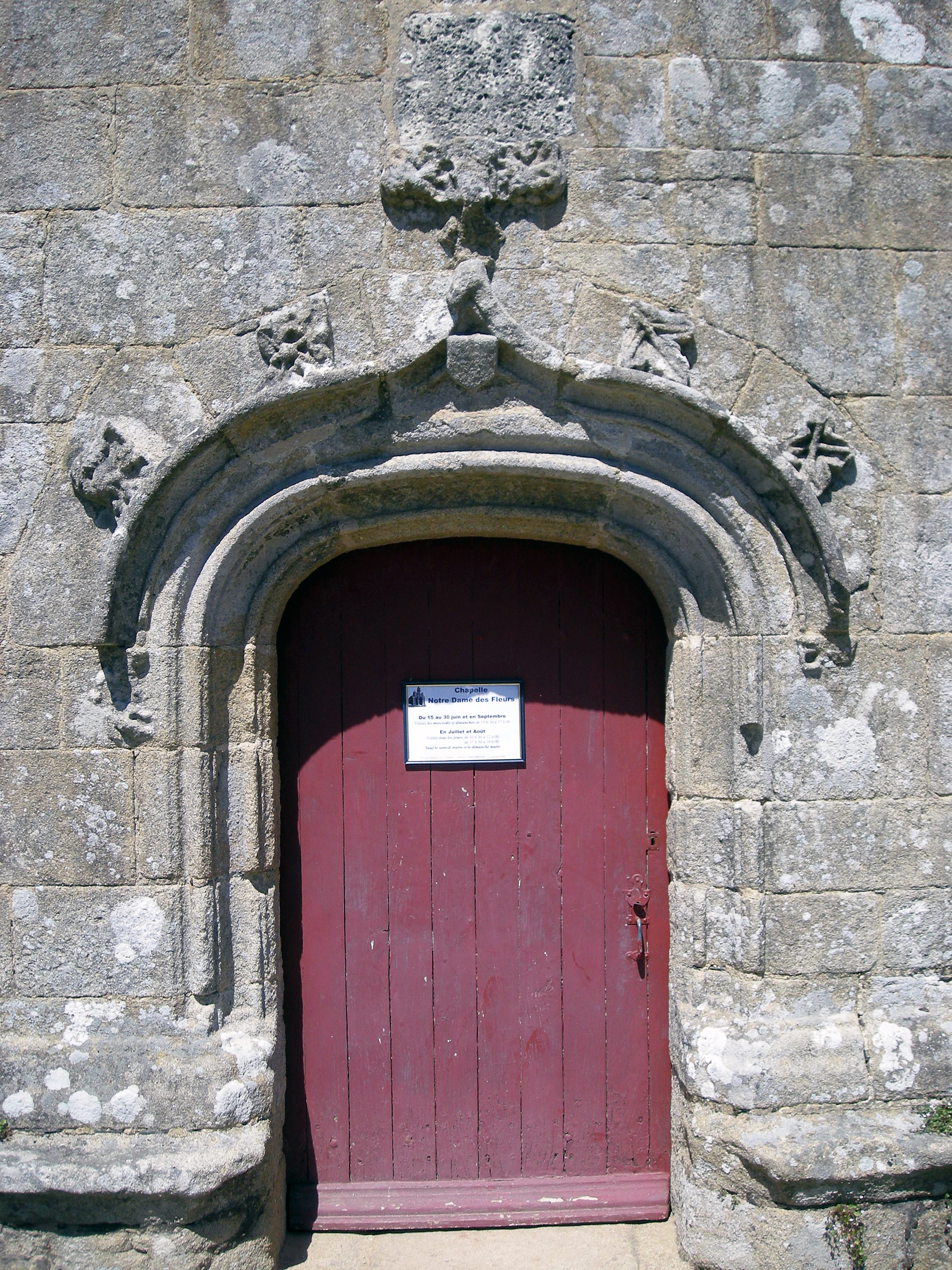
La porte Sud
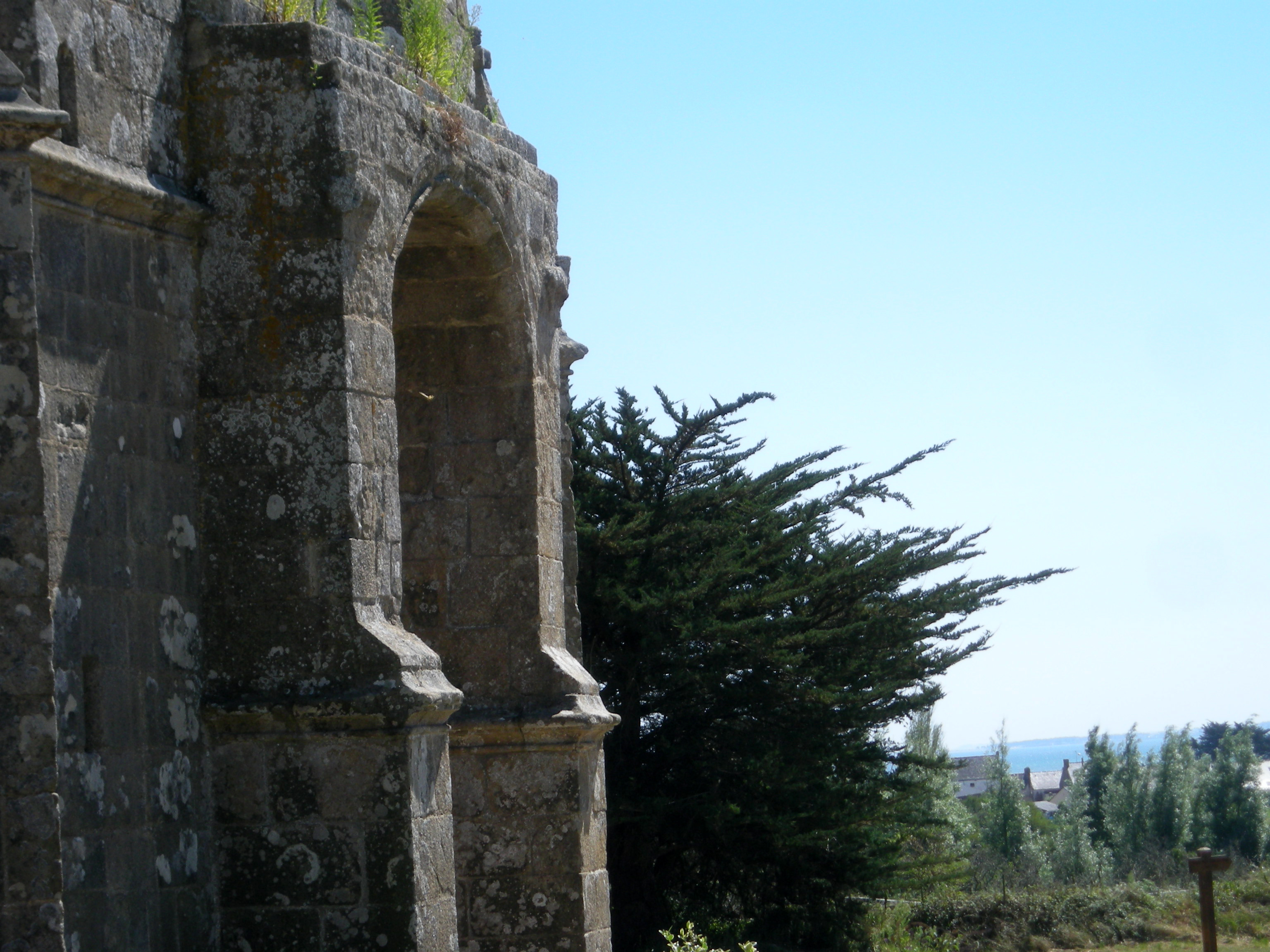
Le Porche.
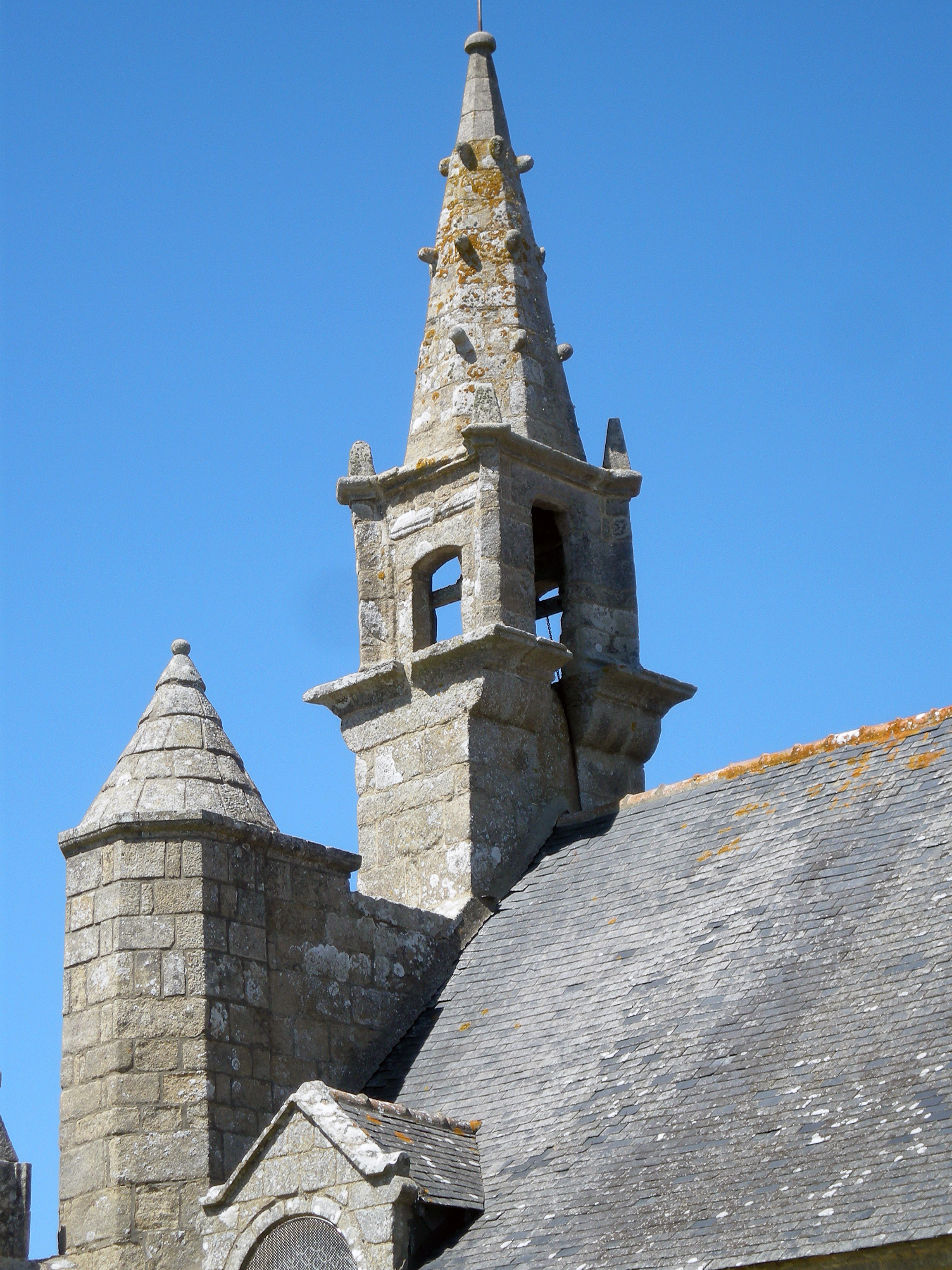
Face Sud-est du clocher
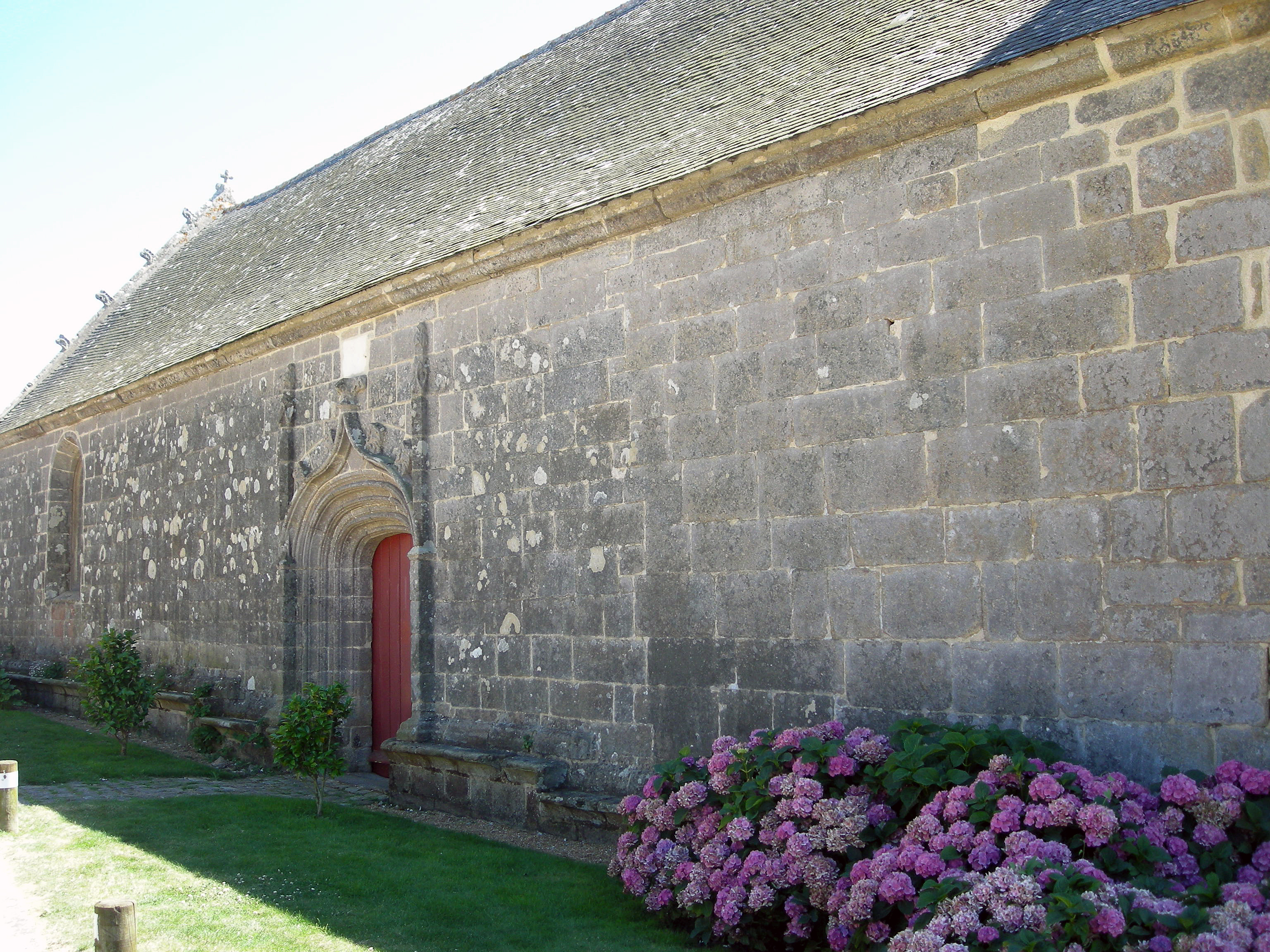
Façade Nord.
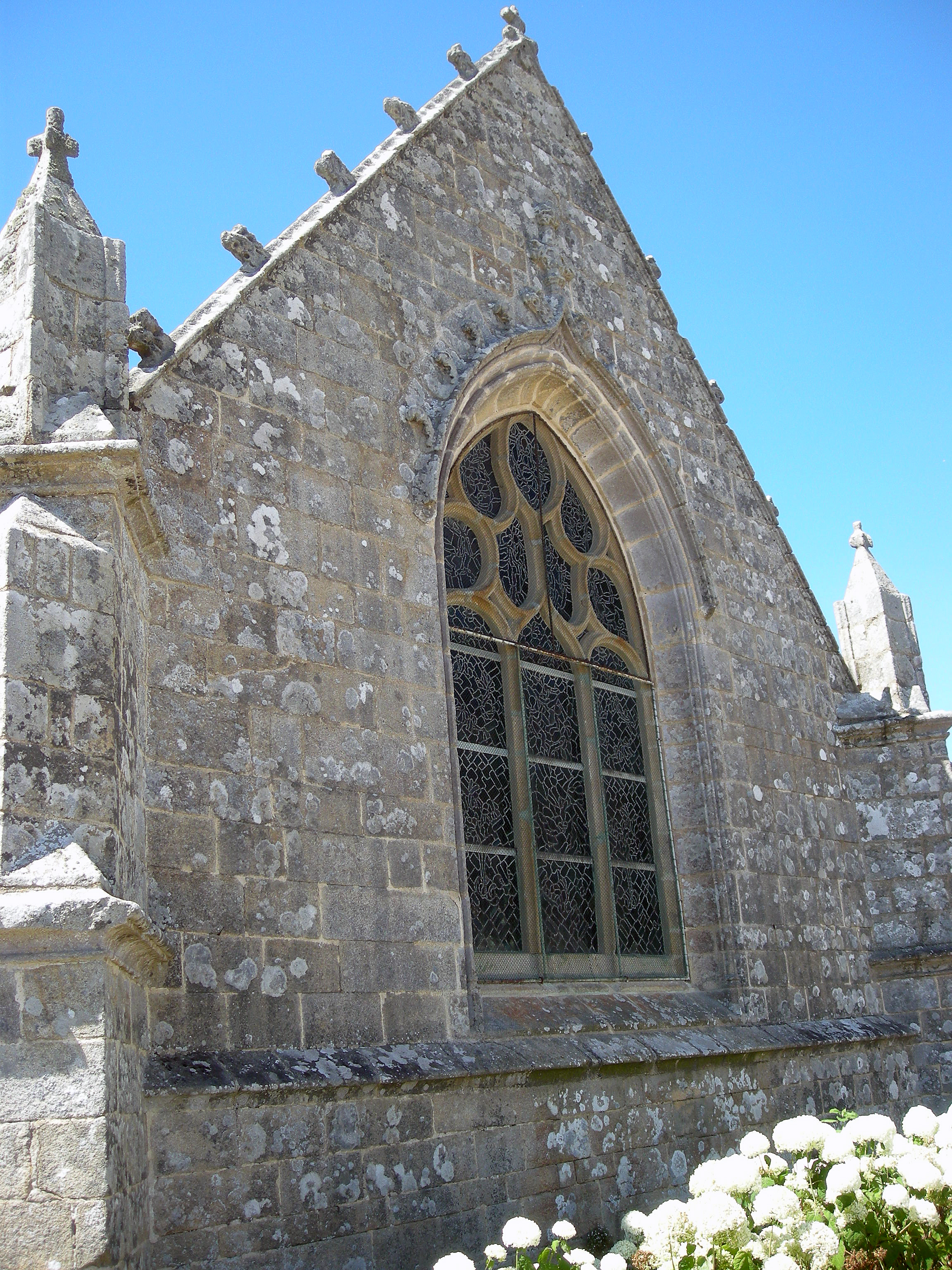
Le chevet.

### Le chœur
Le chœur a été mis en conformité avec la liturgie post-Vatican II en 2009. L'autel, inspiré des murs de la chapelle, et l'ambon ont été réalisés par Maître Guillaume, ébéniste d'art à Pont-Scorff.
La fenêtre à droite du chœur en regardant la verrière, est exceptionnelle par ses meneaux flamboyants en forme de fleur de lys.
Le Christ positionné sur une croix dressée en 2010 à droite du chœur, est daté du XVe siècle.
Les couleurs du vitrail de la verrière évoquent la nature en hommage à Notre-Dame des Fleurs..
La statue de saint Armel, patron de Plouharnel, est datée de 1577 et est classée monument historique.

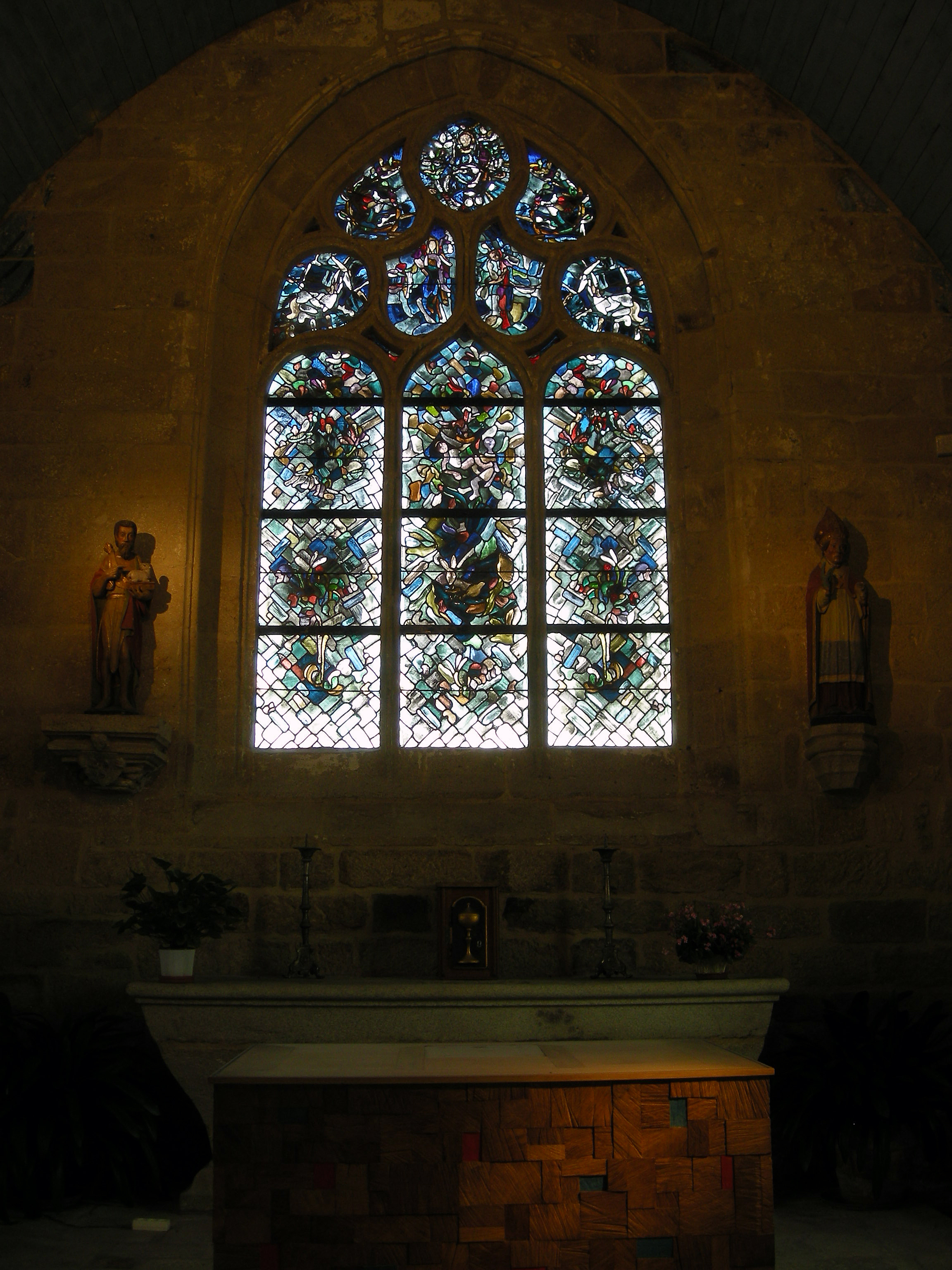
La verrière.
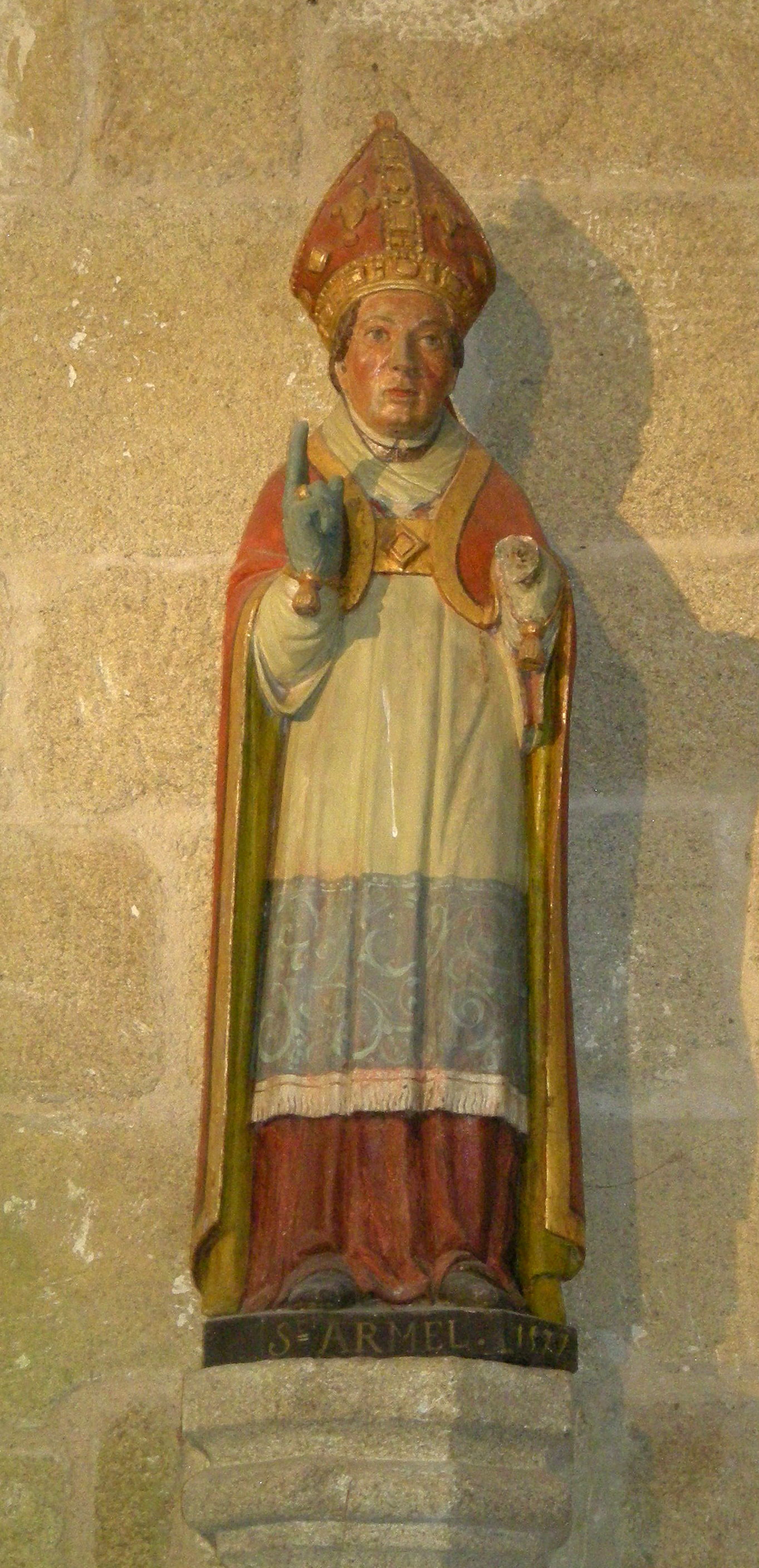
La statue de saint Armel.
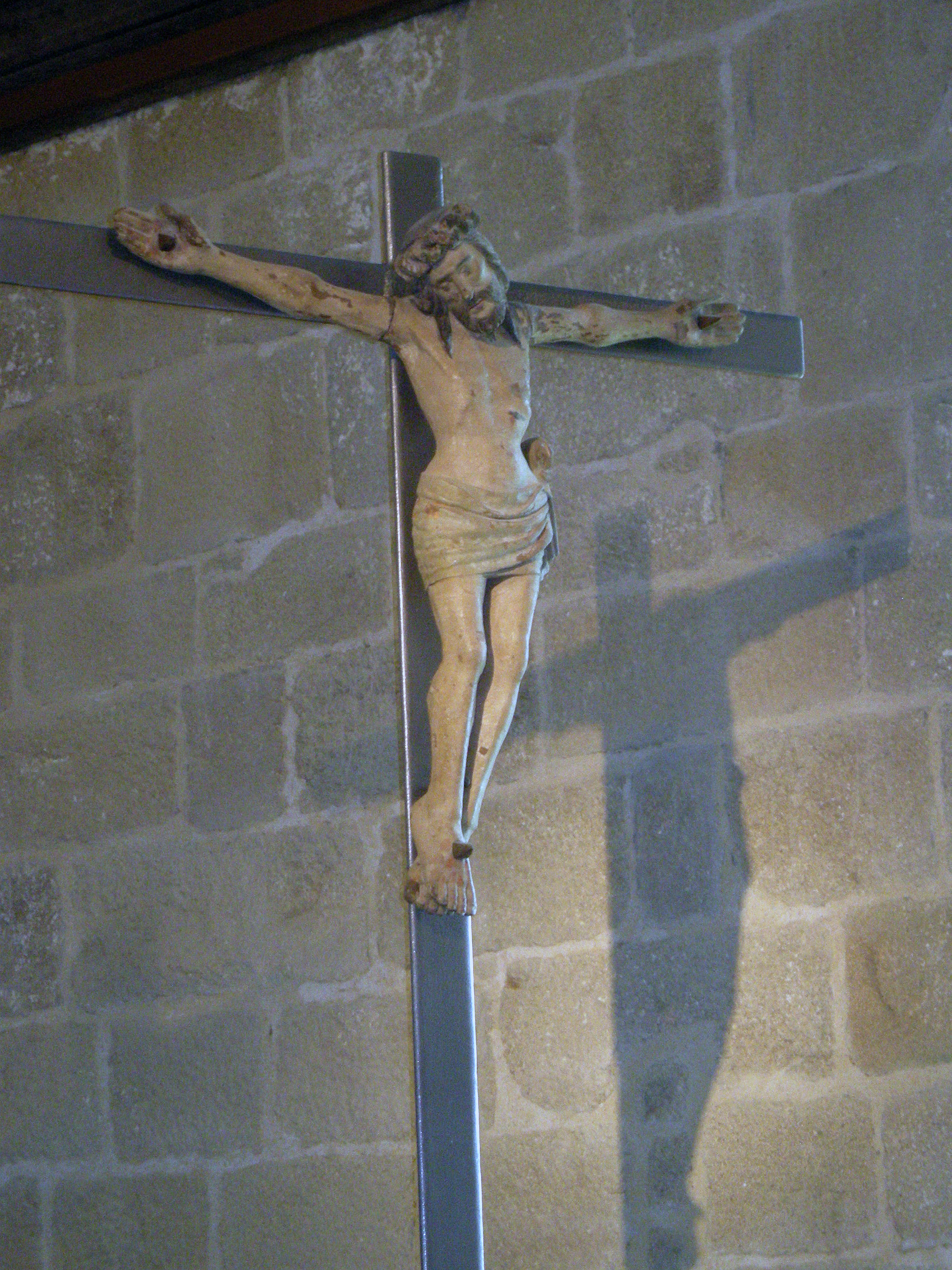
Le Christ.
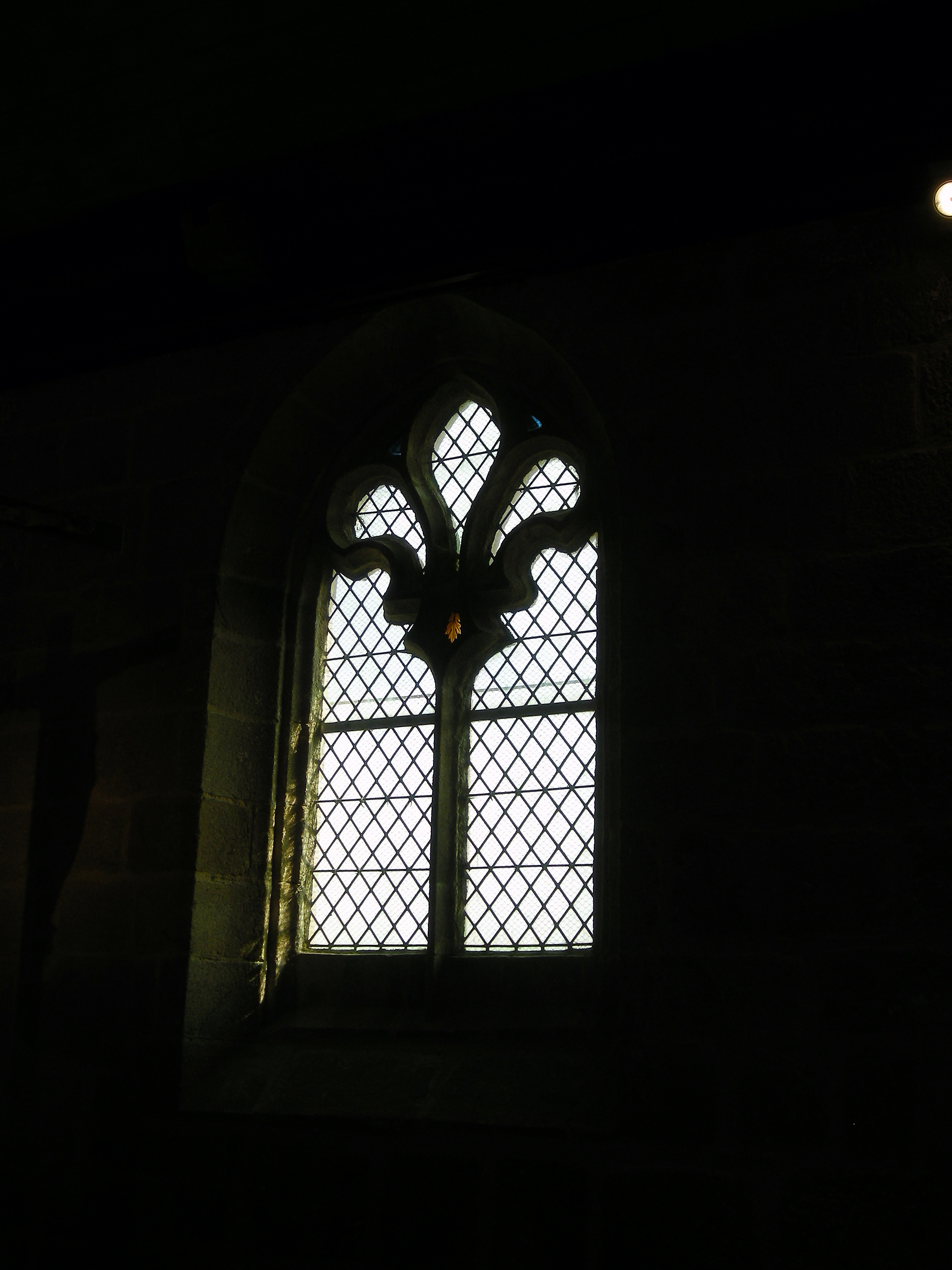
La fenêtre aux meneaux en forme de fleur de lys.
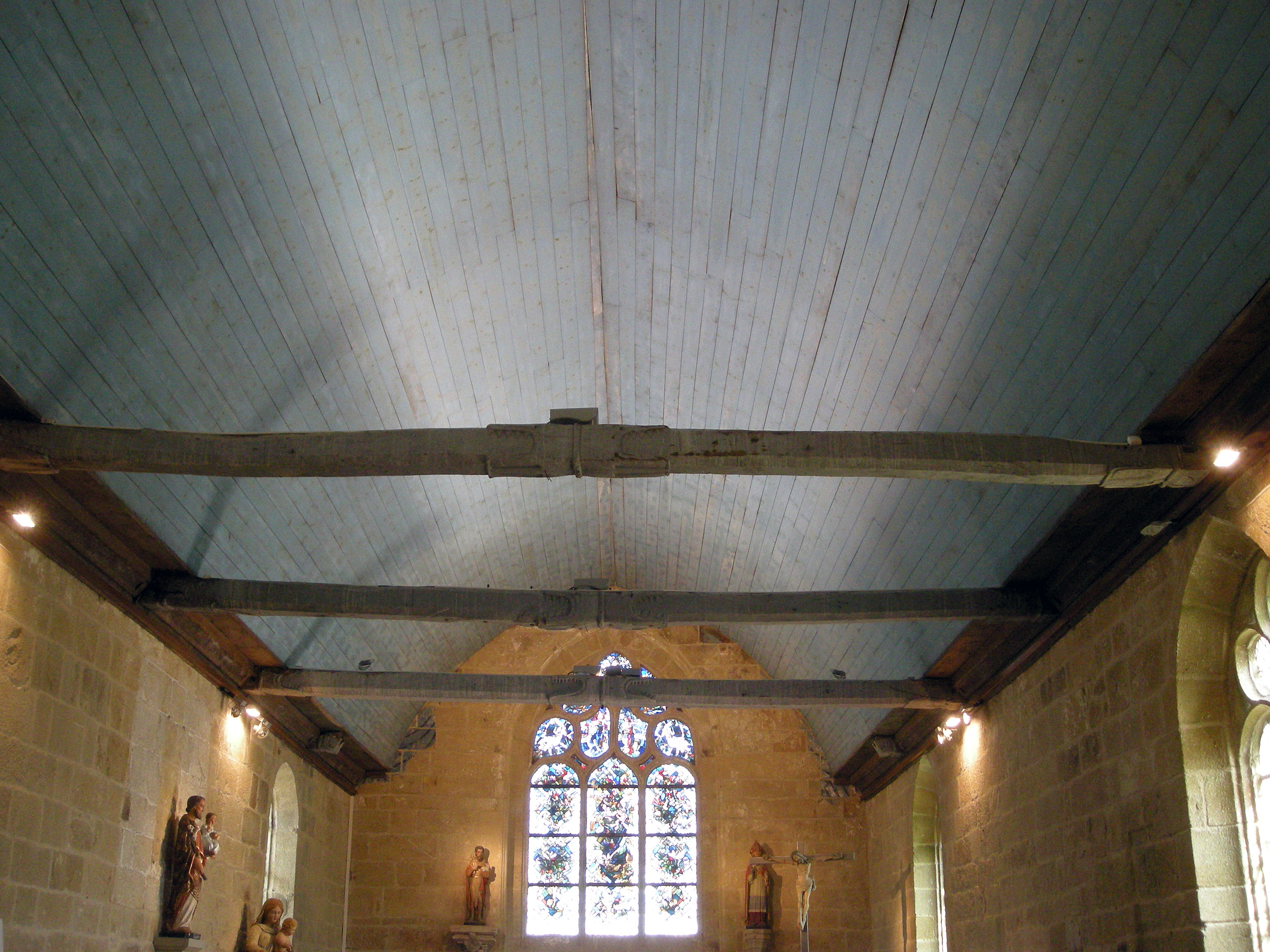
Le plafond possède une forme de coque de bateau renversée.

### Le bas-relief en albâtre

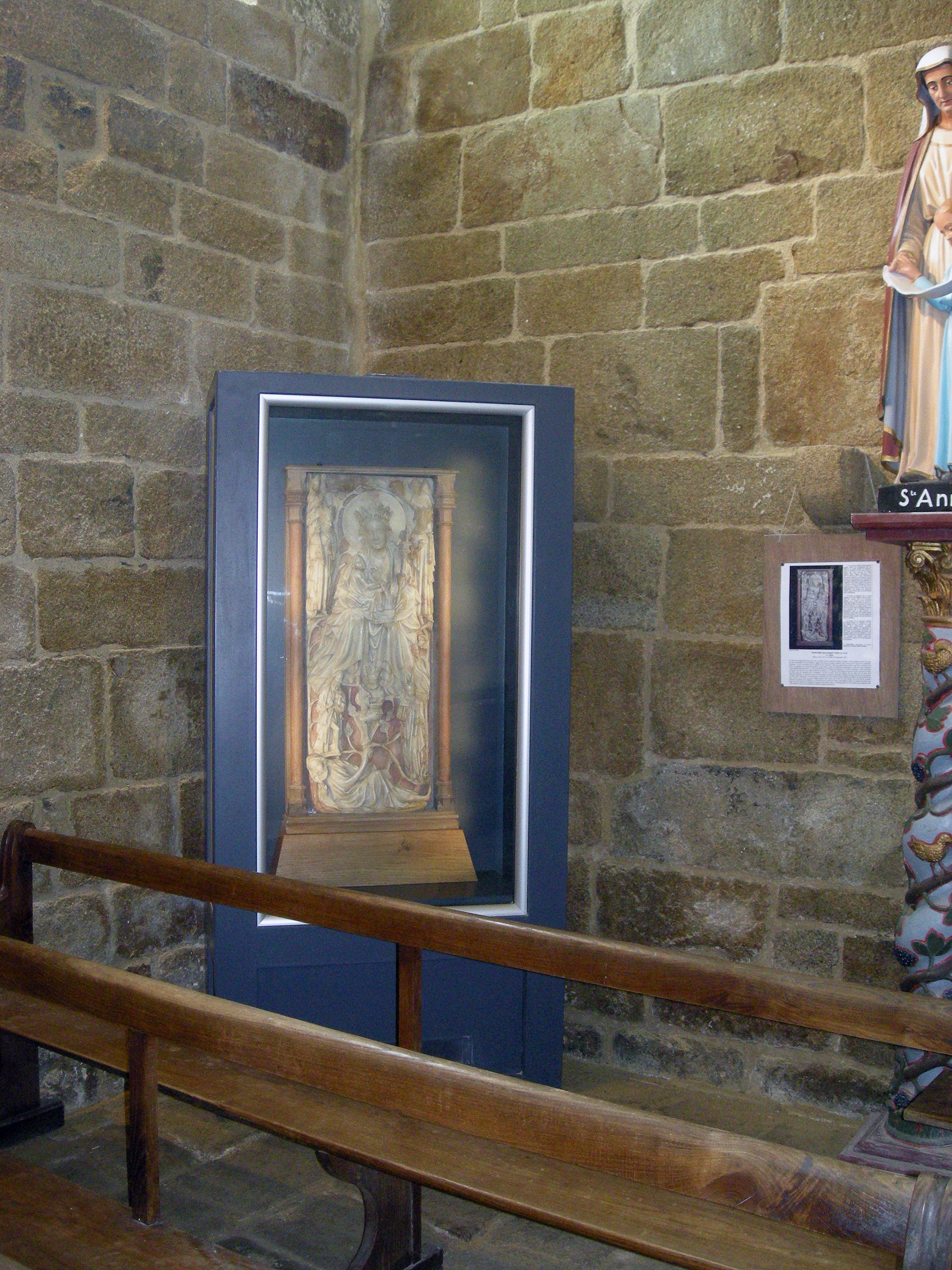
Le bas-relief en albâtre

La chapelle abrite un bas-relief en albâtre anglais du XVe siècle qui a été restauré en 2005. Ce bas-relief a été découvert dans la chapelle du Plaskaer, aujourd'hui détruite ; il a survécu à la Révolution et à l'occupation allemande de la poche de Lorient durant la Deuxième Guerre mondiale. Cette sculpture représente un arbre de Jessé.

## Tableaux
- Ernest Guérin : Notre-Dame-des-Fleurs, Plouharnel, Bretagne, vers 1940 (mine de plomb, aquarelle et gouache sur papier).

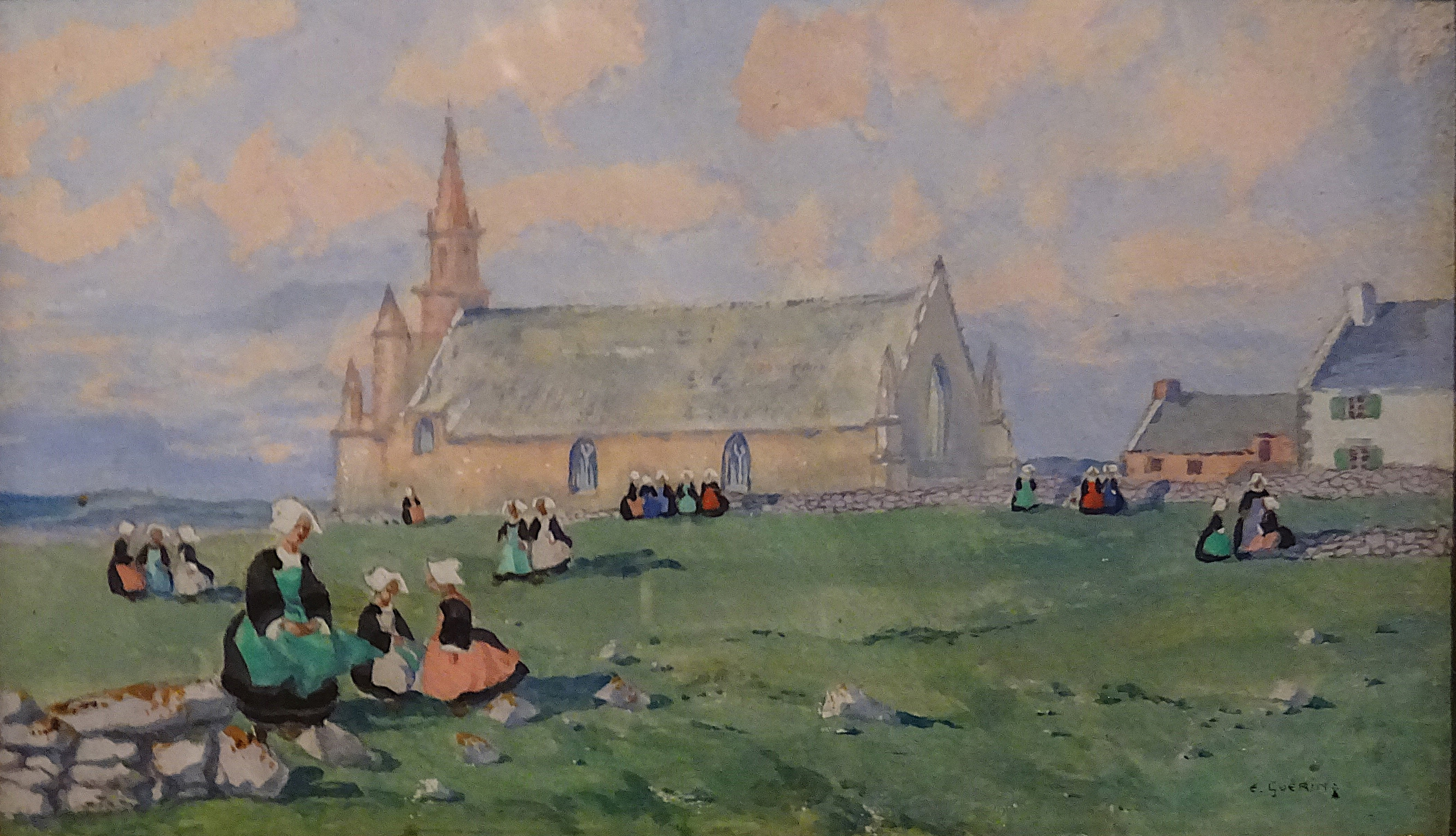
Ernest Guérin ː Notre-Dame-des-Fleurs, Plouharnel (aquarelle et gouache sur papier, non daté).
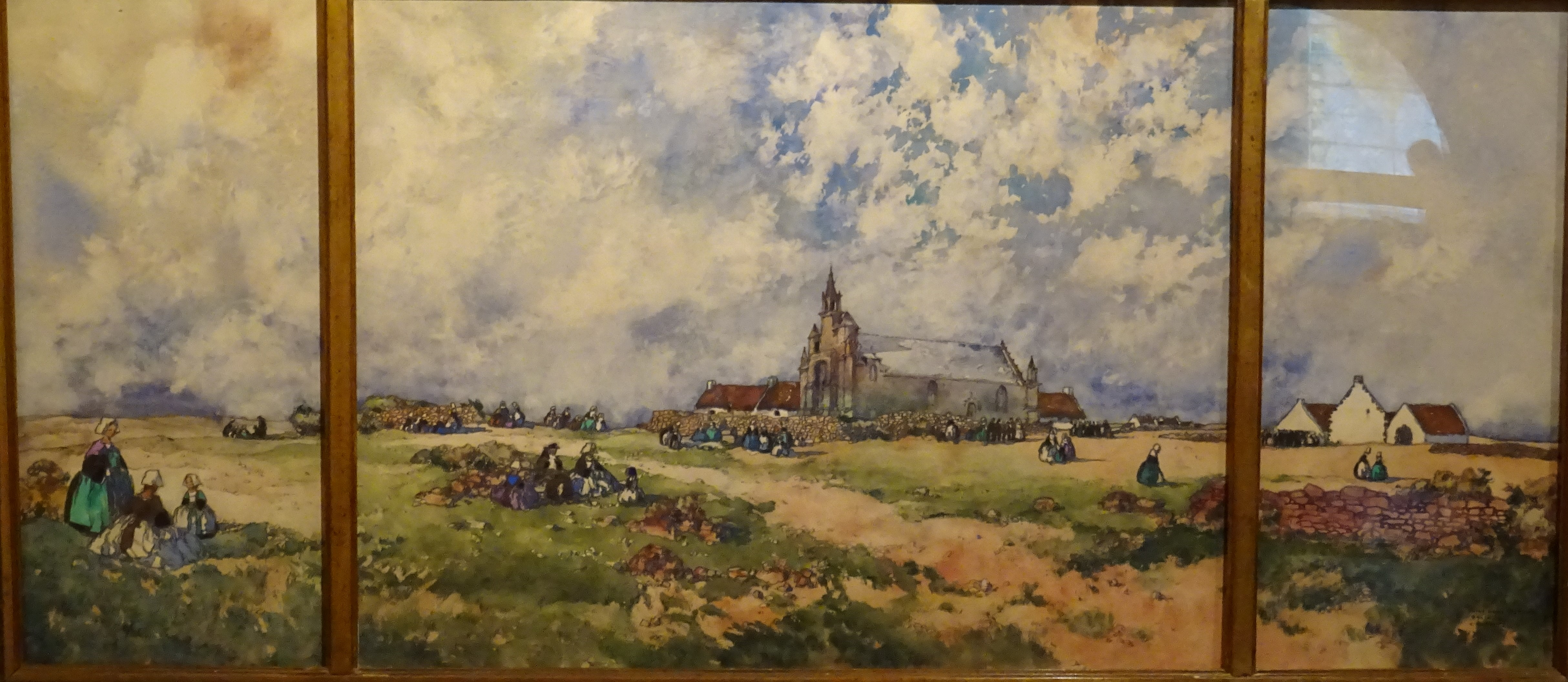
Ernest Guérin : Notre-Dame-des-Fleurs, Plouharnel, Bretagne, vers 1940 (mine de plomb, aquarelle et gouache sur papier).